# Silverand
Silverand (Spatula versicolor) är en sydamerikansk art i familjen änder inom ordningen andfåglar.

## Utseende och läten
Silveranden är en liten and, endast 38–43 centimeter lång, med karakteristiska teckningar på huvud och näbb. Hanen har brunsvart hätta kontrasterande mot blekbeige kinder. Bröst och hals är likaså beige men med små svarta fläckar som mot flanker och undergump övergår i fint svartvit marmorerade ränder. I flykten syns skifferblå vitspetsade vingtäckare och grönskimrande vingspegel. Näbben är blekt blå med svart spets och kulmen och en gul fläck nedanför och bakom näsborrarna. Benen är ljusgrå och ögonen bruna. Honan är blekare, saknar ibland det gula på näbben och är mindre distinkt bandad på flankerna. Den närbesläktade punaanden är större med större genomblå näbb och svagare tecknad undertill.

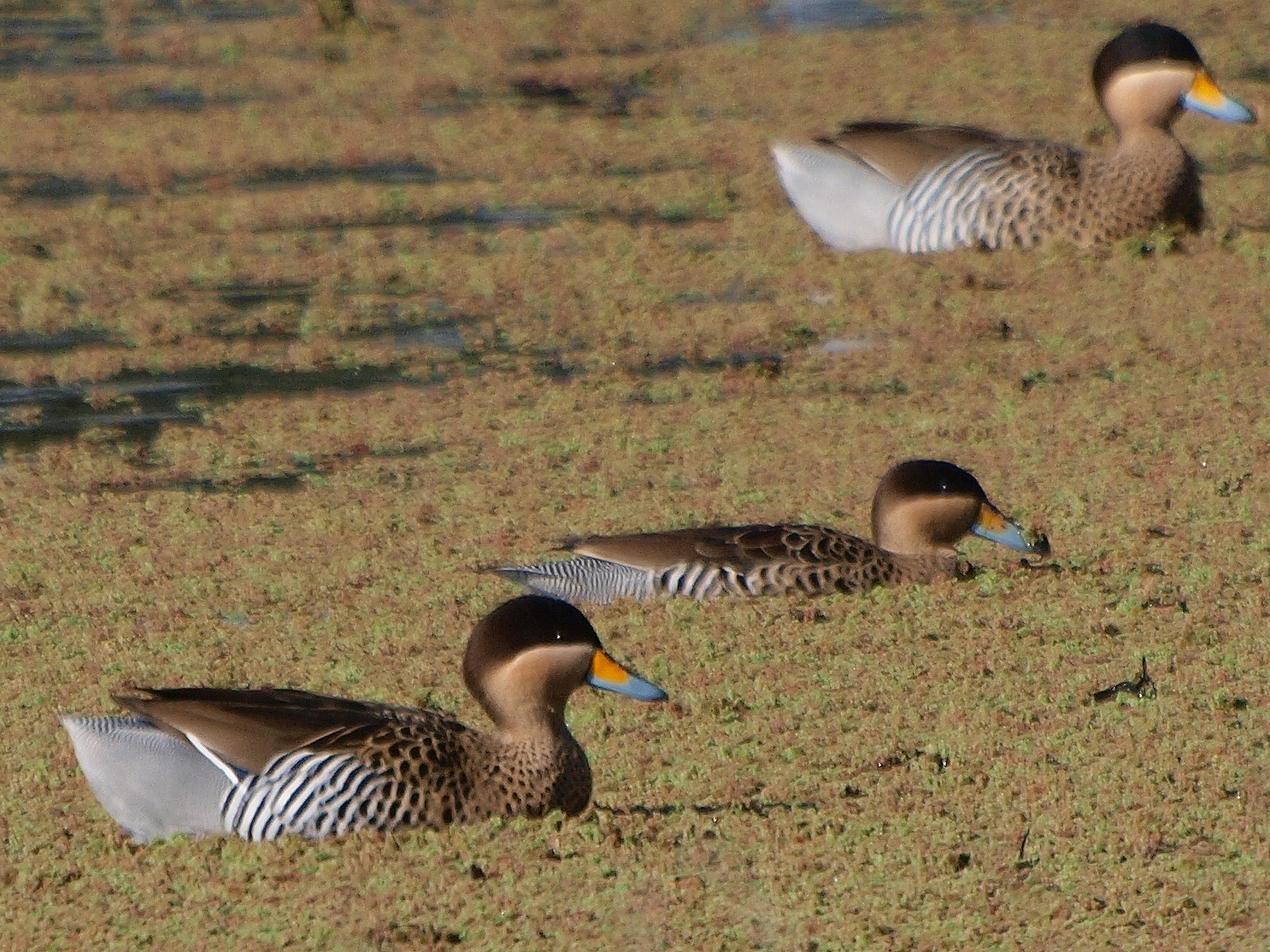
Tre silveränder i Argentina.

## Utbredning och systematik
Silveranden förekommer i södra Sydamerika och delas upp i två underarter med följande utbredning:
- Spatula versicolor versicolor – södra Bolivia, Paraguay och södra Brasilien till Tierra del Fuego
- Spatula versicolor fretensis – södra Chile, södra Argentina och Falklandsöarna

Punaand (S. puna) behandlades tidigare som en underart till silverand, men urskiljs numera allmänt som en egen art. Den är även nära släkt med afrikanska sumpanden (S. hottentota).

### Släktestillhörighet
Tidigare placerades arten i släktet Anas, men genetiska studier visar att Anas-arterna troligen inte är varandras närmaste släktingar. Sedan 2017 bryts därför sydamerikansk skedand tillsammans med bland annat den europeiska skedanden och årtan ut i släktet Spatula av de internationellt ledande taxonomiska auktoriteterna. Svenska BirdLife Sveriges taxonomikommitté följde efter 2022.

## Levnadssätt

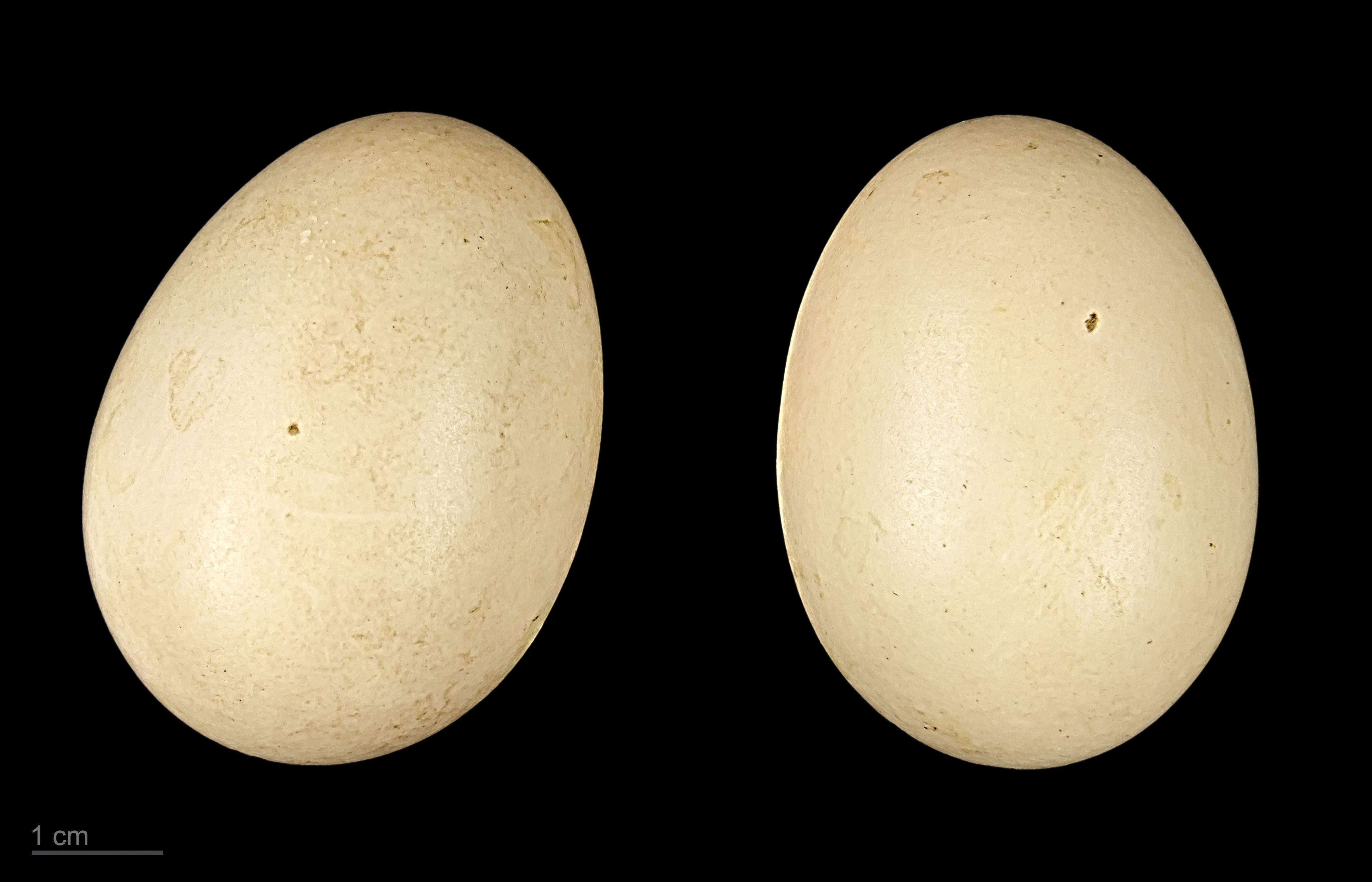
Silverandens ägg.

Silveranden hittas i grunda sötvattenssjöar, våtmarker och dammar kantade av rik flytande eller annan växtlighet. Födan består av frön och växtdelar, men även vattenlevande ryggradslösa djur som insekter och deras larver, mollusker och kräftdjur. Häckningssäsongen varierar. I södra delen av utbredningsområdet inleds den i månadsskiftet oktober–november, medan den häckar mellan september och mars i Peru.

## Status och hot
Arten har ett stort utbredningsområde och en stor population med stabil utveckling som inte tros vara utsatt för något substantiellt hot. Utifrån dessa kriterier kategoriserar internationella naturvårdsunionen IUCN arten som livskraftig (LC).

## Namn
Namnet syftar på näbbens färg.